# Championnats du monde de VTT 1995
Navigation
Vail 1994 Cairns 1996
Les championnats du monde de VTT 1995 se sont déroulés à Kirchzarten en Allemagne en septembre 1995.
Des courses cross-country ont lieu pour les juniors et les vétérans, mais aucun titre mondial n'est décerné.

## Médaillés

### Cross-country
| Épreuves                    | Or              | Or              | Argent            | Argent       | Bronze              | Bronze       |
| --------------------------- | --------------- | --------------- | ----------------- | ------------ | ------------------- | ------------ |
| Hommes, élites              | Bart Brentjens  | 2 h 26 min 19 s | Miguel Martinez   | + 3 min 09 s | Jan Erik Østergaard | + 4 min 41 s |
| Femmes, élites              | Alison Sydor    | 1 h 59 min 32 s | Silvia Fürst      | + 1 min 04 s | Chantal Daucourt    | + 1 min 49 s |
| Hommes, juniors (officieux) | Thomas Kalberer | 2 h 25 min      | Erik Jungaker     | + 1 min      | Cadel Evans         | + 2 min      |
| Femmes, juniors (officieux) | Mona Fée        | 1 h 46 min 03 s | Kateřina Hanušová | + 1 min 19 s | Cecilia Potts       | + 5 min 01 s |

### Descente
| Épreuves        | Or                     | Or         | Argent            | Argent | Bronze           | Bronze |
| --------------- | ---------------------- | ---------- | ----------------- | ------ | ---------------- | ------ |
| Hommes, élites  | Nicolas Vouilloz       | 5 min 57 s | François Gachet   | + 2 s  | Mike King        | + 9 s  |
| Femmes, élites  | Leigh Donovan          | 6 min 37 s | Mercedes González | + 8 s  | Giovanna Bonazzi | + 14 s |
| Hommes, juniors | Cédric Gracia          | 5 min 54 s | Marcus Klausmann  | + 8 s  | Florent Poussin  | + 12 s |
| Femmes, juniors | Anne-Caroline Chausson | 6 min 31 s | Nolvenn Le Caër   | + 16 s | Marielle Saner   | + 47 s |